# Chief of Staff to the Supreme Allied Commander

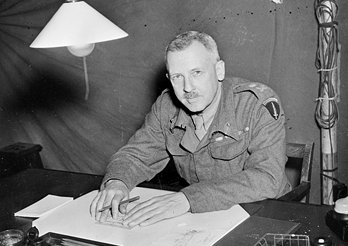
Frederick E. Morgan

Chief of Staff to the Supreme Allied Commander, kurz COSSAC, war die Dienstbezeichnung für den am 13. April 1943 ernannten Chef des Stabes des – damals noch nicht bestimmten – Oberbefehlshabers der alliierten Streitkräfte in Westeuropa und seinen bis 1944 bestehenden britisch-amerikanischen Arbeitsstab.
Der COSSAC-Stab wurde gemäß einem Beschluss der Casablanca-Konferenz 1943 gegründet und aufgestellt. Das Hauptquartier befand sich zunächst im Norfolk House, St. James Square, London, später in der bombensicheren South Rotunda in Westminster mit direktem Zugang zu verschiedenen britischen Ministerien über den Whitehall-Tunnel. Erster und einziger COSSAC war der britische Generalleutnant Frederick E. Morgan, dessen Stellvertreter der amerikanische Generalmajor Ray W. Barker war. Zu den anfänglich drei Abteilungen für Operationen (weiter untergliedert nach Teilstreitkräften), Administration und Aufklärung kamen später noch die für Zivilangelegenheiten sowie für Information und psychologische Kriegführung hinzu.
Hauptaufgabe Morgans und seines Stabes war die Planung und Vorbereitung der alliierten Invasion in der Normandie (Operation Overlord), daneben wurden Pläne für zur Vortäuschung von Landungsvorbereitungen an verschiedenen europäischen Küsten im Jahr 1943 (Operation Cockade) und für eine mögliche frühere Landung auf dem Kontinent im Falle eines plötzlichen deutschen Zusammenbruchs (Operation Rankin) vorbereitet. Morgan und sein Stab suchten nach geeigneten Stellen für eine alliierte Landung in Frankreich sowie nach geeigneten Strategien und Vorgehensweisen. Für Overlord wurden ursprünglich zwei Landestellen erwogen, die Normandie und der Pas de Calais, die Entscheidung fiel zugunsten der ersteren Variante. Zur Beratung wurden diverse Militärs hinzugezogen, die ihre Kenntnisse zu bestimmten Themengebieten einbrachten und so die Organisation vereinfachen sollten. Morgans Plan sah drei Landungsabschnitte mit je einer anlandenden Division an der französischen Normandieküste vor, was später der Gesamtbefehlshaber Dwight D. Eisenhower und der Oberbefehlshaber der Bodentruppen Bernard Montgomery als zu wenig erklärten und eine Front von fünf Divisionen – also fünf Stränden – forderten, woraufhin die Abschnitte Utah und Omaha Beach in den Plan integriert wurden. Als schwierigste Probleme wurden die Bereitstellung einer ausreichenden Zahl von Landungsschiffen und die Sicherstellung des Nachschubs für die gelandeten Kräfte identifiziert. Letzteres Problem sollte durch die Anlage von künstlichen Häfen (Mulberry-Hafen) und die schnelle Eroberung von Tiefwasserhäfen auf der Halbinsel Cotentin und in der Bretagne gelöst werden. Der bereits vor der Aufstellung des COSSAC-Stabes in Großbritannien entworfene Plan für eine Untersee-Pipeline (Operation PLUTO) wurde in den Overlord-Plan aufgenommen.
Der vorläufige Rahmenplan für die Operation Overlord stand im August 1943 und wurde auf der Quadrant-Konferenz in Quebec im gleichen Monat den alliierten Regierungen und den Combined Chiefs of Staff vorgestellt und von diesen abgesegnet. Dort wurde auch ein ergänzender gleichzeitiger Angriff auf Südfrankreich (Operation Anvil) vorläufig beschlossen, der vom Allied Force Headquarters geplant und durchgeführt werden sollte. Ende November 1943 ergingen die Direktiven zur Vorbereitung der Operation Overlord an die beteiligten alliierten Heeresgruppen. Im Herbst 1943 wurde auch ein umfangreicher Täuschungsplan (Operation Bodyguard) in das COSSAC-Konzept eingearbeitet, der vom britischen Joint Planning Staff koordiniert werden sollte.
Nach der Ernennung Eisenhowers zum Supreme Commander Allied Expeditionary Force wurde der COSSAC-Stab am 15. Januar 1944 in Supreme Headquarters Allied Expeditionary Force umbenannt.